# Yoshiyuki Shinoda
Yoshiyuki Shinoda (jap. 篠田 善之 Shinoda Yoshiyuki; ur. 18 czerwca 1971) – japoński piłkarz występujący na pozycji pomocnika.

## Kariera piłkarska
Od 1990 do 2004 roku występował w klubach Kofu SC i Avispa Fukuoka.

## Kariera trenerska
Po zakończeniu piłkarskiej kariery pracował jako trener w Avispa Fukuoka i FC Tokyo.